# Arnaud Geyre
Arnaud Geyre (21 de abril de 1935 - 20 de fevereiro de 2018) foi um ciclista francês que representou França nos Jogos Olímpicos de Verão de 1956 em Melbourne, onde conquistou a medalha de ouro no contrarrelógio por equipes, ao lado de Michel Vermeulin e Maurice Moucheraud, e prata na corrida de estrada individual. Geyre competiu profissionalmente entre os anos 1958 e 1963.